# Ingrid Newkirk
Ingrid Newkirk (n. el 11 de junio de 1949 en Inglaterra) es una activista social inglesa, defensora de los derechos de los animales, escritora, presidenta y cofundadora de Personas por el Trato Ético de los Animales (PETA), la organización más grande del mundo dedicada a proteger a los animales. Es autora de varios libros cuya temática es la liberación de los animales, incluyendo Free the Animals (2000), con un prólogo de Chrissie Hynde, y Making Kind Choices (2005), cuyo prólogo fue escrito por Sir James Paul McCartney. 
Newkirk es reconocida por las campañas que organiza junto con PETA, las cuales promueven los derechos de los animales y el veganismo. En su testamento, por ejemplo, ha pedido que su piel se transforme en artículos de marroquinería, sus pies en soportes para paraguas, y su carne en "Newkirk Nuggets", los cuales deberán ser posteriormente asados en una barbacoa. "Estamos presionados por la sociedad" le relató a The New Yorker. "Es nuestra obligación."
Bajo el liderazgo de Newkirk en la década de 1970 como la primera mujer en encargarse del manejo de los refugios para animales en el Distrito de Columbia, la legislación ha creado la primera clínica de esterilización de animales en Washington D. C., además de financiar un programa de adopción y servicios veterinarios públicos, llevándola a ser elegida "Ciudadana de Washington del Año" en 1980. En PETA, ha liderado campañas exitosas para detener el uso de animales en pruebas de choques de automóviles, ha convencido a compañías como Gillette y Revlon de detener las pruebas de cosméticos en animales, y ha persuadido a grandes almacenes como Safeway a exigir a sus proveedores mayor bienestar para los animales que forman la industria de la carne.
A pesar de sus intentos por promover el bienestar animal, Newkirk no tiene ninguna mascota, ya que está comprometida con la idea de que "los animales no son nuestros para comerlos, vestirnos con ellos, experimentar con ellos, o usarlos para nuestro entretenimiento". Ha sido criticada por haber apoyado acciones realizadas por otra organización defensora de los derechos del animal, el Frente de Liberación Animal. Su posición es que el movimiento de defensa de los derechos de los animales es revolucionario, y que "los pensadores deben planear las revoluciones, pero son los bandidos los que las llevan a cabo".

## Primeros años
Newkirk nació en Inglaterra, y vivió en Ware, Hertfordshire, hasta los siete años de edad. Su padre era ingeniero naval, por lo que la familia se mudó a Nueva Delhi, India, en donde su padre trabajó en el gobierno hindú, mientras su madre se ofreció como voluntaria para ayudar a la Madre Teresa de Calcuta en una colonia de leprosos, y en un hogar para madres solteras. Newkirk asistió a una escuela ubicada en el Himalaya, la cual era para niños que no fuesen nativos, aunque fue la única niña inglesa del establecimiento.  
Recuerda sus primeras experiencias en la India cargando pastillas y colocándoles vendajes a los enfermos de lepra, llevando juguetes a los orfanatos, y alimentando animales callejeros; según su punto de vista, todos los seres vivos pasan necesidades, incluyendo los animales, por lo que se encargaba tanto de ellos como de los humanos. También actuaba influenciada por la advertencia de su madre que decía "no importa quién sufra, sino cómo." Newkirk suele contar la historia de una de sus primeras experiencias en las que trató de salvar a un animal, cuando escuchó risas provenientes de un callejón ubicado detrás de la casa de su familia en Nueva Delhi. Un grupo de personas habían atado a un perro por sus patas delanteras y traseras, le habían colocado un bozal, y luego lo habían depositado en una profunda zanja, riéndose mientras veían cómo trataba de escapar. Newkirk le pidió a su familia traer el perro a vivir con ellos, e intentó darle de beber agua, pero alguien había llenado su garganta de barro, por lo que el animal murió en sus brazos.
Cuando Ingrid tenía dieciocho años, durante la Guerra de Vietnam, su padre trabajaba para la Fuerza Aérea de Estados Unidos, por lo que la familia se mudó a Florida. Allí, trabajó en el diseño de sistemas de bombardeo. Fue en Florida en donde Newkirk conoció a su esposo, Steve Newkirk, de quien se divorció en 1980. Él le presentó el mundo de la Fórmula 1, la cual, junto con las peleas de sumo, continúan siendo dos de sus pasiones, según The New Yorker.

### Iniciación en la protección de los animales
Hasta los 22 años de edad, Newkirk no había pensado en dedicarse a la defensa de los derechos de los animales, y ni siquiera era vegetariana. Ella y su marido se habían mudado a Poolesville, Maryland en 1970, en donde estudiaba para ser corredora de bolsa, cuando un vecino abandonó unos gatitos, y ella decidió llevarlos a un refugio para animales. Le dijo a Michael Specter de The New Yorker:

Cuando llegué al refugio, la dueña dijo: "Llévelos al fondo, que los pondremos allí". Yo pensé: "Qué bien, ayuda a los animales dándoles un lugar donde vivir". Luego me quedé en el lugar por un rato, y cuando la mujer volvió, le pregunté si podía ver a los gatitos. Ella simplemente me miró y me dijo "¿De qué está hablando? Están muertos. Han sido sacrificados." Me quedé sin habla cuando oí que esos gatitos habían muerto. La mujer era tan grosera. El lugar era un montón de basura en el medio de la nada. No podría haber sido más horrible. Por alguna razón, incluso hoy no sé cual es, decidí que tenía que hacer algo para arreglar la situación. Por eso, pensé "Voy a trabajar aquí".

Newkirk comenzó a trabajar en una perrera, presenciando lo que ella consideraba el maltrato hacia los animales, incluyendo el abuso físico. Kathy Snow Guillermo escribió que Newkirk desinfectaba las perreras todos los días, y durante la noche estudiaba cuidado de los animales, comportamiento animal, e investigaciones sobre la crueldad hacia los animales.

Iba a la oficina principal todo el tiempo, y podría decir "John está pateando a los perros y metiéndolos en congeladores". O podría decir, "Se están parando sobre los animales, aplastándolos como si fuesen uvas, y no les importa." Al final, iba a trabajar temprano, antes que nadie llegara allí, y yo misma sacrificaba a los animales. Simplemente porque no podía creer que los sacrificaran de formas tan crueles. Debí haber matado miles de ellos, a veces varias docenas por día. Muchas de las personas que trabajaban allí eran felices haciéndolos sufrir. Mientras manejaba hacia mi casa cada noche, lloraba de sólo pensar en eso. Y simplemente sentía, desde mis huesos, que no podía permitir eso.

Newkirk abandonó el trabajo en la perrera, y se convirtió en una agente defensora de los animales, primero para el Montgomery County, y luego para el Distrito de Columbia. Se convirtió en la primera encargada del manejo de los refugios para animales de D.C., persuadiendo a la ciudad de crear servicios veterinarios, fundando un programa de adopciones, un departamento de investigación, y un programa de esterilización de animales. En 1976, era la directora de la división del control de enfermedades animales de la Comisión de Salud Pública del Distrito de Columbia. Durante los años siguientes, comenzó a adquirir fama por su trabajo con los animales, y en 1980 fue elegida "Ciudadana de Washington del Año".

## Trabajo con PETA

### Fundación de PETA
En 1980, Newkirk conoció a Alex Pacheco en un refugio de D.C., en donde estaba trabajando como voluntaria. Para esa época ella ya era vegetariana, a pesar de su gran gusto por la carne. Le dijo a Michael Specter: "Amaba la carne, principalmente el hígado... Por Dios, podría comer eso mañana. Ahora. Comería carne si pudiera."

Comería hamburguesas, filetes, lo que fuera. Amo las carreras de autos y la carne. Soy hombre de corazón, soy el hijo de mi padre... Cuando regrese al Distrito, podría detenerme en Potomac y comer tres platos de carne de primera calidad... Podría romper un huevo crudo, conseguir unas cebollas y revolverlo todo, y mientras tanto ir a ver a los animales mientras como esta comida cruda con mis manos. Soy simplemente una persona consumidora de carne, quien averiguó qué hay detrás de esa industria, y eso no puedo soportarlo.

Fue Pacheco quien presentó a Newkirk el concepto de los derechos de los animales, la idea de que los animales no pertenecen a los seres humanos para que estos los utilicen. Pacheco le mostró una copia del libro de Peter Singer Liberación Animal, conocido como la "biblia" de los defensores de los derechos de los animales. Ingrid ha dicho que Singer ha transformado en palabras lo que ella había sentido durante mucho tiempo. Llamó a Pacheco "Alex the Abdul," el nombre que se le da a los mensajeros en las historias musulmanas.
El concepto de derechos de los animales era, por ese entonces, prácticamente nuevo en Estados Unidos. El movimiento de los derechos de los animales actual había empezado en Inglaterra ocho años antes, en 1972, cuando un grupo de alumnos de la Universidad de Oxford, particularmente filósofos, habían formado el "grupo Oxford" para promover la idea de que la discriminación contra individuos de otras especies era tan irracional como la discriminación basada en la raza o en el género. Durante el mismo año, Ronnie Lee y Cliff Goodman crearon Band of Mercy, un subgrupo militante de la Hunt Saboteurs Association, y precursor del Frente de Liberación Animal.
En marzo de 1980, Newkirk y Pacheco decidieron formar un grupo para educar al público estadounidense sobre esas ideas. Lo llamaron People for the Ethical Treatment of Animals, y consistió en lo que Newkirk llamaría después "cinco personas en un sótano." La pareja también se enamoró y comenzaron a vivir juntos, pese a que eran muy diferentes. Newkirk era mayor que él, práctica y muy organizada, mientras que Pacheco era descuidado y raramente se cuidaba a sí mismo, pasando el tiempo vestido con mamelucos de pintor y comiendo hot dogs vegetarianos directamente de su empaque.

### Monos de Silver Spring
El caso de los monos de Silver Spring, y su controversia basada en la investigación del abuso de los animales que duró diez años, transformó a PETA de ser sólo Newkirk, Pacheco, y un reducido grupo de amigos a un movimiento internacional.
En el verano de 1981, Pacheco decidió tomar un trabajo como voluntario dentro del Instituto de Investigación del Comportamiento en Silver Spring, Maryland, para que Newkirk pudiese tener información directa de las campañas del Instituto. Edward Taub, un psicólogo, trabajaba allí con diecisiete monos. Les había cortado sus ganglios sensoriales, los cuales reemplazaban a los nervios, de sus brazos y piernas, y luego los había sometido a choques eléctricos, maltrato físico, y los había privado de comer para obligarlos a usar unos miembros externos. La idea era que, si los monos podían ser inducidos a usar miembros externos, no podían sentir.
La condición de vida de los monos allí era, bajo todo punto de vista, terrible; el National Institutes of Health, el cual había financiado las investigaciones de Taub, estaba incluido en las listas negras de científicos y otros profesionales, quienes, más tarde, criticaron las condiciones en las cuales Taub había hecho sufrir a los monos. Pacheco fue varias veces al laboratorio por la noche para tomar fotografías y para respaldar a otros científicos asegurando sus testimonios, con Newkirk oculta en el asiento trasero de un auto fuera del edificio, escondida bajo una caja de tarjetas colocada sobre su cabeza con orificios para los ojos y con un walkie-talkie comprado en una tienda de juguetes para alertar a Pacheco si alguien entraba al edificio. Una vez recolectada la evidencia, llamaron a la policía, la cual realizó una redada en el laboratorio, sacó a los monos de allí, y acusó a Taub con 119 de cargos de crueldad hacia los animales. Fue condenado por seis cargos, luego de apelar.
Esta fue la primera incursión de la policía en una investigación relacionada con los derechos de los animales de Estados Unidos, y la primera vez que fue condenado un investigador de animales. Newkirk y Pacheco comenzaron a estar bajo el ojo público. La controversia llevó a crear una enmienda en 1985 sobre el bienestar animal, convirtiéndose en el primer caso de derechos de los animales en ser llevado a la Corte Suprema de Estados Unidos, y estableció a PETA como un grupo defensor de los animales de reconocimiento internacional, con Newkirk como su presidente.

### Relación con el FLA
Newkirk ha sido criticada por publicitar acciones llevadas a cabo por el Frente de Liberación Animal (FLA), algo que ella admite libremente. Ha dicho que apoya las metas del FLA, diciendo: "El gobierno nacional no trabajará seriamente en la defensa de los derechos civiles hasta que los manifestantes deban recurrir a la violencia para hacerse escuchar... En 1850 los abolicionistas blancos, luego de rendirse trabajando pacíficamente, comenzaron a tomar valor y a involucrarse en acciones que alteraron los sistemas de seguridad de las plantaciones y maltrataron a los esclavos. ¿Eso estuvo mal?" Ha dicho que entiende, aunque no las hace ella misma, las protestas que incluyen incendios de edificios.

Yo sí apoyo liberar a los animales de la misma forma que apoyo que se liberen a los esclavos humanos, el trabajo infantil, las esclavas sexuales, y todo lo relacionado con ello. Pero no apoyo el fuego. No apoyo los incendios. Preferiría que esos edificios no estuviesen en pie, pero en algún nivel lo entiendo. Simplemente no me gusta ese método. Tal vez sea muy pretencioso de mi parte, porque no quiero que esos edificios funcionen si van a lastimar a alguien. Pero el FLA nunca ha lastimado a ratones ni a caballos.

Ha sido acusada de haber tenido conocimientos previos sobre los actos vandálicos del FLA. Desde el juicio de 1995 de Rod Coronado, en relación con un ataque con fuego en la Universidad Estatal de Míchigan (MSU), el abogado Michael Dettmer declaró que Newkirk había obligado, antes del ataque, a Coronado a robar documentos de la universidad y a filmar todo el proceso.

### Imagen pública

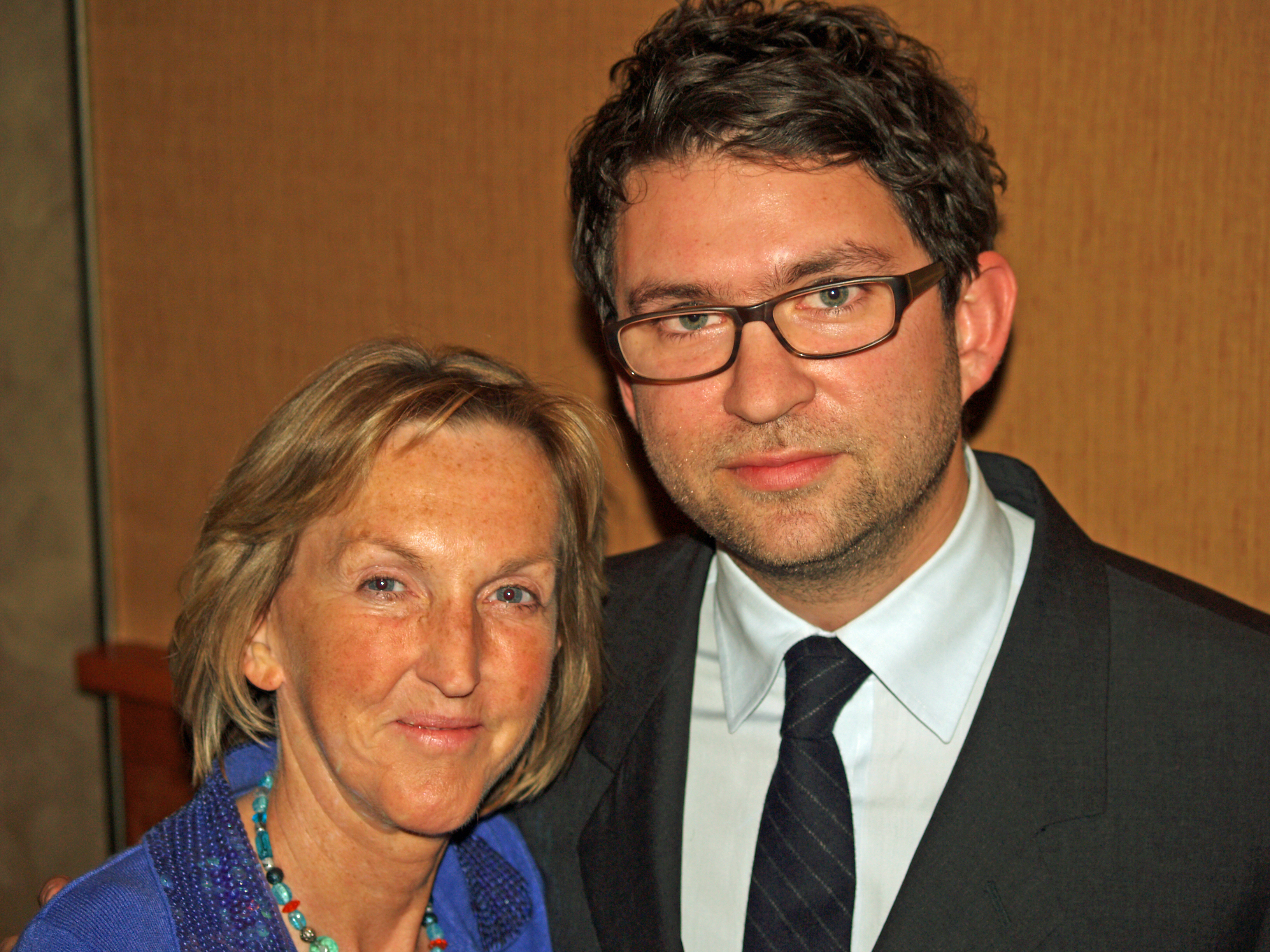
Newkirk con Matthew Galkin, quien dirigió I Am an Animal, la historia de la vida de la presidente de PETA.

Newkirk y su causa provocaron reacciones fuertes. Michael Specter escribió que "tiene la imagen pública de un monstruo", afectando su imagen cada vez más con cada campaña de PETA, incapaz incluso de caminar por un aeropuerto sin acusar a cada mujer que esté vistiendo un abrigo de piel. Newkirk le dijo a Specter que ha dejado de vacacionar en países tropicales o del Tercer Mundo como México, porque pasa todo su tiempo rescatando animales de lo que llama "dueños horrendos".
Ha sido gravemente criticada en 2003, por ejemplo, cuando le escribió al líder de la Organización para la Liberación de Palestina, Yasir Arafat, para protestar por el uso de un burro como bomba suicida, disparando las críticas inevitables de que prioriza a los animales sobre los humanos. "Nos llamamos People for the Ethical Treatment of Animals", le dijo a Specter. "Hay muchos otros grupos que se encargan del bienestar de los humanos."

En este negocio es muy fácil malinterpretarme. Como alguien me dijo el otro día — había visto el especial de HBO — "¿Eres realmente una persona infeliz y obsesiva?" Yo pensé: "No, no soy una persona infeliz, excepto cuando permanezco despierta por la noche en invierno pensando en todos los animales que no tienen un refugio: ¡allí sí estoy triste! ¿Quién no lo estaría? ¿Alguien podría evitar estar triste si tienen corazón?" Lo que sucede es que he visto demasiadas cosas.

Newkirk ha sido acusada de emplear un doble estandarte para la práctica de su organización de sacrificar animales para los cuales no hay refugios o posibilidades de sobrevivir. Debra Saunders, una columnista de un periódico conservador y crítica de Newkirk, argumenta que "PETA asalta a otras organizaciones por matar animales por alimento o investigación. Luego, mata animales". PETA cree que la eutanasia es el método más humano de lidiar con los animales "prescindibles":

Los refugios no pueden darle un hogar y apoyo a todos esos animales hasta que llegue su muerte natural; son obligados a vivir por años, solos y estresados, en jaulas pequeñas o perreras, y otros animales son rechazados porque no hay lugar para ellos. Dejar que los animales vaguen solos por las calles no es una opción humana. Si no mueren de hambre, se congelan, son atropellados, o mueren por alguna enfermedad, son torturados y posiblemente asesinados por niños crueles o vendidos a laboratorios.

Newkirk fue también criticada por decir que se opone a la investigación con animales incluso si esto posibilita hallar una cura contra el sida. Michael Specter le preguntó si se opondría a experimentos con cinco mil ratas, o incluso chimpancés, si eran necesarios para curar el sida. Ella respondió: "¿Te opondrías a experimentar con tu hija si supieras que podrías salvar a cinco millones de personas?"
The Peace Abbey, en Sherborn, MA, la premió con el premio Valor de la Conciencia el 20 de marzo de 1995.

## Obras
- Let's Have a Dog Party!: 20 Tail-wagging Celebrations to Share With Your Best Friend. Adams Media Corporation, octubre de 2007. ISBN 1-59869-149-X
- 50 Awesome Ways Kids Can Help Animals. Warner Books, 1 de noviembre de 2006. ISBN 0-446-69828-8
- Nonviolence Includes Animals. CD, PETA, 29 de diciembre de 2005.
- Making Kind Choices. CD, PETA, 2005
- Making Kind Choices : Everyday Ways to Enhance Your Life Through Earth- and Animal-Friendly Living. St. Martin's Griffin, 1 de enero de 2005. ISBN 0-312-32993-8
- Peta 2005 Shopping Guide For Caring Consumers: A Guide To Products That Are Not Tested On Animals. Book Publishing Company (TN), 30 de octubre de 2004. ISBN 1-57067-166-4
- Speaking Up For the Animals. DVD, PETA, 1 de junio de 2004.
- Animal Rights Weekend Warrior. Lantern Books, 1 de marzo de 2003. ISBN 1-59056-048-5
- Free the Animals:  The Story of the Animal Liberation Front. Lantern Books, 2000, ISBN 1-930051-22-0
- You Can Save the Animals : 251 Simple Ways to Stop Thoughtless Cruelty. Prima Lifestyles (27 de enero de 1999) ISBN 0-7615-1673-5
- 250 Things You Can Do to Make Your Cat Adore You. Fireside, 15 de mayo de 1998. ISBN 0-684-83648-3
- Compassionate Cook : Please don't Eat the Animals. Warner Books, 1 de julio de 1993. ISBN 0-446-39492-0
- Kids Can Save the Animals : 101 Easy Things to Do. Warner Books, 1 de agosto de 1991. ISBN 0-446-39271-5
- On the Run. Audiolibrok, PETA
- Love That Cat! CD, PETA
- Speaking Up for Animals 2 CD, PETA